# 马氏棘豆
马氏棘豆（学名：Oxytropis martjanovi）为豆科棘豆属下的一个种。